# Mirjam Müntefering

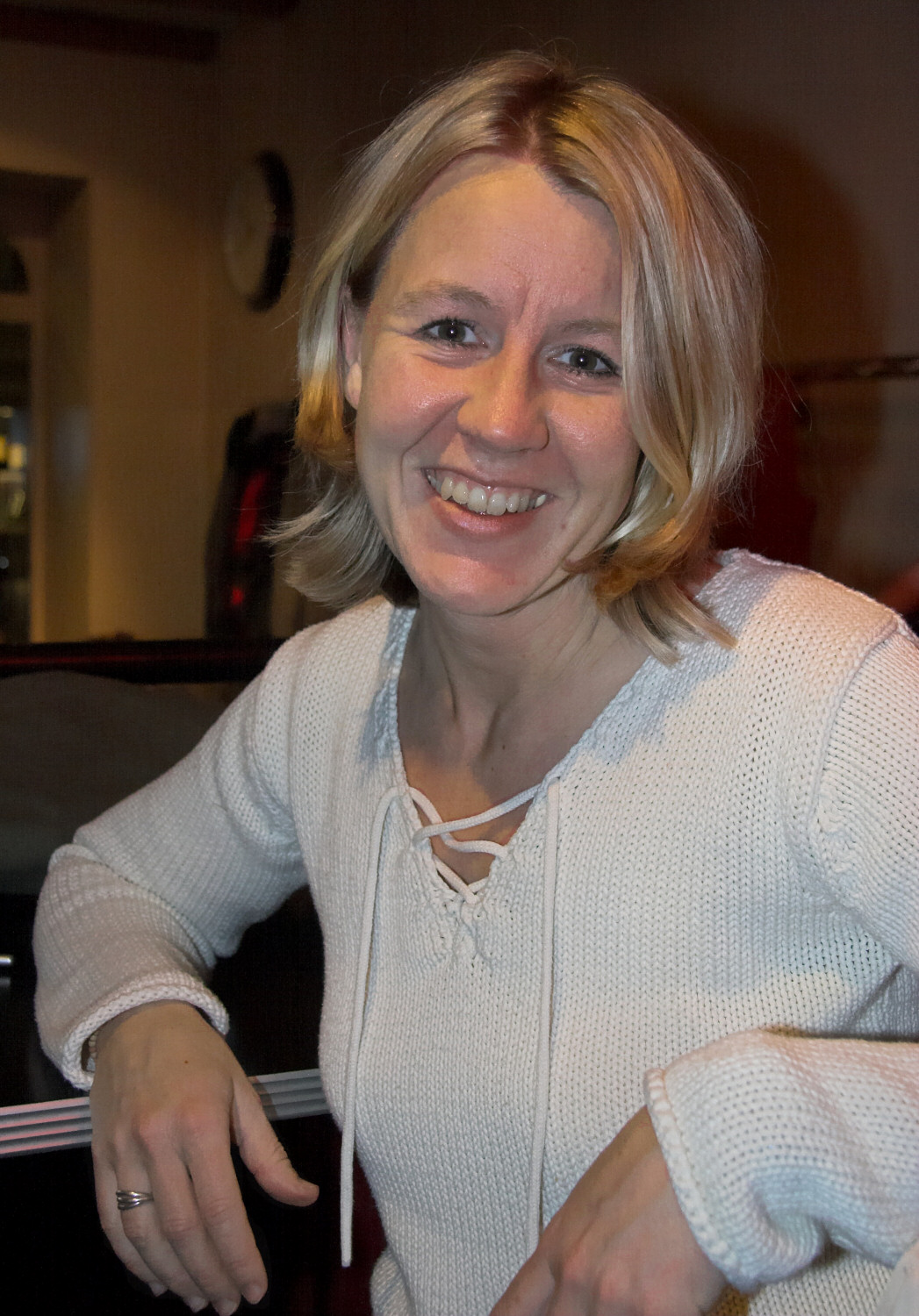
Mirjam Müntefering (2006)

Mirjam Müntefering (* 29. Januar 1969 in Neheim-Hüsten) ist eine deutsche Schriftstellerin.

## Leben
Mirjam Müntefering ist wie ihre Schwester Beatrix eine Tochter des Industriekaufmanns und SPD-Politikers Franz Müntefering und dessen erster Ehefrau Renate Müntefering, geborene Latusek. In ihrer Jugend war sie bei den Jusos aktiv. Sie studierte an der Ruhr-Universität in Bochum Theater- und Filmwissenschaften, wurde als Fernsehjournalistin ausgebildet und arbeitete einige Jahre in diesem Beruf. Nebenbei schrieb sie Jugendbücher.
Seit dem Jahr 2000 arbeitet Müntefering als Schriftstellerin. Außerdem ist sie Inhaberin einer Hundeschule in Hattingen. Mit ihrer Partnerin Sabine, mit der sie im Jahr 2009 eine Lebenspartnerschaft einging, setzt sich Müntefering für eine Gleichstellung gleichgeschlechtlicher Partnerschaften ein. Aufgrund des Umgangs der römisch-katholischen Kirche mit Homosexualität trat sie aus der Kirche aus. Im Jahr 2009 wurde ihr von der LAG Lesben in NRW der Augspurg-Heymann-Preis für ihr lesbenpolitisches Engagement verliehen.

### Bücher
Müntefering schreibt über Bürgerlichkeit und Mittelschicht. Auch thematisiert sie die Probleme junger Menschen, mit ihren homosexuellen Empfindungen umzugehen und sie zu leben. Ein weiteres Feld von Müntefering sind Kinder- und Jugendbücher über Haushunde. Müntefering veröffentlicht ebenfalls unter den Pseudonymen Pippa Watson, Mary E. Garner und Mirjam Munter.

## Veröffentlichungen
- Welche Farbe auch immer oder das Blaue Gefühl (ISBN 3-927075-11-6)
- Ada sucht Eva, Lübbe 1998 (ISBN 3-404-12878-8)
- Katta at Frauenknast.de, dtv 2000 (ISBN 3-423-78152-1)
- Hund ist in. Das Hundebuch für die neue Generation, Kynos 2000 (ISBN 3-933228-27-1)
- Ein Stück meines Herzens, dtv 2001 (ISBN 3-423-70666-X)
- Die schönen Mütter anderer Töchter, Lübbe 2001 (ISBN 3-404-14557-7)
- Tatort Ruhrgebiet: Grubenhunde, Klopp 2003 (ISBN 3-7817-1364-4)
- Flug ins Apricot, Piper 2003 (ISBN 3-492-23802-5) (auch Milena 1999, ISBN 3-85286-064-4)
- Das Gegenteil von Schokolade, Lübbe 2003 (ISBN 3-404-14854-1)
- Verknallt in Camilla, Klopp 2004 (ISBN 3-7817-1365-2)
- Apricot im Herzen, Piper 2004 (ISBN 3-492-23803-3) (auch Milena 2001, ISBN 3-85286-085-7)
- Wenn es dunkel ist, gibt es uns nicht, Piper 2004 (ISBN 3-492-23957-9)
- Luna und Martje, Piper 2005 (ISBN 3-492-24342-8)
- Verknallt in den Traumprinzen!, Klopp 2005 (ISBN 3-7817-1366-0)
- Verknallt in Mister Perfect!, Klopp 2006 (ISBN 3-7817-1367-9)
- Emmas Story, Lübbe 2006 (ISBN 3-404-15480-0)
- Unversehrt Piper 2007 (ISBN 3-492-24869-1)
- Jetzt zu dritt, Lübbe 2007 (ISBN 3-404-15663-3)
- Tochter und viel mehr, Piper 2008 (ISBN 3-492-25128-5)
- Ein Zuhause für Brunhilde, Hase und Igel 2009 (ISBN 3-86760-093-7)
- Liebesgaben, Piper 2009
- Taktgefühle, Lübbe 2010
- Mit Kind und Köter (mit Co-Autoren), Müller Rüschlikon 2010 (ISBN 978-3-275-01757-7)
- Weihnachten mit Bolle, Bastei Lübbe 2012 (ISBN 978-3-431-03868-2)
- Siebter, Debüt Verlag 2012 (ISBN 978-3-942086-04-2)
- Kalle und Kasimir – Die rätselhafte Wahrsagerin, beHEARTBEAT, 2016

Als Mary E. Garner
- Das Buch der gelöschten Wörter – Der erste Federstrich, Lübbe 2020 (ISBN 978-3-404-17980-0)
- Das Buch der gelöschten Wörter – Zwischen den Seiten, Lübbe 2020 (ISBN 978-3-404-18007-3)
- Das Buch der gelöschten Wörter – Die letzten Zeilen, Lübbe 2020 (ISBN 978-3-404-18071-4)
- Der Buchladen in der Percival Road, Lübbe 2020 (kostenfreies E-Book: epub, ISBN 978-3-7517-0945-3)
- Helles Land: Die Erwählte des Heiligen Baumes, Lübbe 2021 (ISBN 978-3-404-20978-1)
- Das Buch der gefährlichen Wünsche, Lübbe 2024 (ISBN 978-3-404-19245-8)

Als Mirjam Munter
- Mord und Wischmopp – Pamela Schlonskis erster Fall, Ullstein 2022 (ISBN 978-3-548-06538-0)
- Der tote Weckmann – Pamela Schlonski ermittelt, Ullstein 2023 (ISBN 978-3-548-06539-7)

## Adaptionen
- 2023: Mord und Wischmopp – Hörspiel, WDR[6]